# Catharanthus scitulus
Catharanthus scitulus är en oleanderväxtart som först beskrevs av Marcel Pichon, och fick sitt nu gällande namn av Marcel Pichon. Catharanthus scitulus ingår i släktet Catharanthus och familjen oleanderväxter. Inga underarter finns listade i Catalogue of Life.